# Frende
Frende is een plaats (freguesia) in de Portugese gemeente Baião en telt 815 inwoners (2001).